# Tyddewi
Tyddewi (en anglès: Saint David's) és un població gal·lesa del comtat de Sir Benfro. Situada en el curs del riu Alun, té una població de menys de mil persones, que la fa la ciutat més petita del Regne Unit (d'acord amb la normativa administrativa britànica). És de facto la capital eclesiàstica de Gal·les i el lloc de naixement de Sant David, patró del país.
La ciutat es formà al voltant de la Catedral de Sant David, que en l'edat mitjana va ser un important lloc de pelegrinatge. La tradició afirma que Sant David fou fill de Santa Non; que nasqué als voltants de l'any 500 en un terreny on actualment hi ha el carrer de "St.Non", a deu minuts a peu del centre de la ciutat, i que hauria estat batejat a la zona de Porth Clais, el futur port de la ciutat. El sant fundà la població pels voltants de l'any 550. Uns segles més tard, la població esdevindria un important destí de romiatges; en una forma similar a l'illa d'Enlli, dos pelegrinatges a Tyddewi n'equivalien un a Roma.
A banda de la catedral i les restes del palau del bisbe, del segle catorzè, la ciutat té altres atractius, com el Portal de la Torre, del segle tretzè, la Creu Vella, d'origen cèltic, i diverses galeries d'art. Tyddewi és també un lloc popular per excursions i esports nàutics. Té diversos hotels, un alberg de joventut i diversos "pubs".
Tyddewi és l'única ciutat del Regne Unit situada íntegrament en un parc natural, el Pembrokeshire Coast National Park. El pou de Santa Non s'alça sobre el Camí Coster de Sir Benfro i sobre la badia de St. Bride's Bay. Els espectaculars penya-segats cambrians en fan un indret molt popular per a excursionistes i caiaquistes.
La població acollí l'Eisteddfod Nacional el 2002.
El canot salva-vides de Saint Justinian ha rescatat nombroses persones des que es va començar a prestar el servei, el 1869. Malauradament, diversos socorristes han perdut la vida en acte de servei, per culpa dels perills de la zona: els esculls, el perfil irregular de la costa i les molt variables condicions del Mar d'Irlanda.
L'agricultura de la zona ha declinat en els darrers anys com a conseqüència que les en altre temps importants collites de patates noves primerenques no hagin pogut suportar la pressió de les cadenes de supermercats.
L'equip de futbol local és el St. David's City F.C. La ciutat està agermanada amb Naas (Comtat de Kildare, Irlanda) i Matsieng (districte de Maseru, Lesotho).